# Чивидате-Камуно
Чивидате-Камуно (итал. Cividate Camuno) — коммуна в Италии, располагается в провинции Брешиа области Ломбардия.
Население составляет 2633 человека, плотность населения составляет 878 чел./км². Занимает площадь 3 км². Почтовый индекс — 25040. Телефонный код — 0364.
Покровителем населённого пункта считается святой Стефан Первомученик. Праздник ежегодно празднуется 26 декабря.